# Ricardo Lopes
Ricardo Lopes Pereira, né le 28 octobre 1990 à Nova Rosalândia, est un footballeur brésilien évoluant au poste d'attaquant au Busan IPark.

## Biographie
Avec le club de Jeonbuk, il inscrit 13 buts en première division sud-coréenne lors de la saison 2016, puis à nouveau 13 buts en 2018.
Lors de la Ligue des champions d'Asie 2016, il inscrit trois buts, avec notamment deux réalisations lors des demi-finales disputées face au FC Séoul. Il remporte le tournoi en battant l'équipe émirati d'Al Ain FC en finale. Lors de l'édition 2018, il marque quatre buts, avec notamment deux réalisations face au club thaïlandais de Buriram United en huitièmes. Il s'incline en quart de finale face aux Suwon Bluewings.
En février 2020, Lopes rejoint le club chinois du Shanghai SIPG pour plus de cinq millions d'euros. Pour son premier match de Chinese Super League le 27 juillet 2020, il réalise un doublé lors d'une victoire 1-3 contre le Tianjin TEDA. La journée suivante, il récidive en trouvant le chemin des buts à deux reprises face à l'Hebei CFFC (victoire 4-0).

## Statistiques
| Saison                | Club                   | Championnat           | Championnat | Championnat | Championnat | Coupe(s) nationale(s) | Coupe(s) nationale(s) | Coupe(s) nationale(s) | Compétition(s) continentale(s) | Compétition(s) continentale(s) | Compétition(s) continentale(s) | Compétition(s) continentale(s) | Régional | Régional | Régional | Total | Total | Total |
| Saison                | Club                   | Division              | M.          | B.          | P.d.        | M.                    | B.                    | P.d.                  | Comp.                          | M.                             | B.                             | P.d.                           | M.       | B.       | P.d.     | M.    | B.    | P.d.  |
| 2013                  | Gurupi                 | Série D               | 9           | 1           | -           | 2                     | 0                     | 0                     | -                              | -                              | -                              | -                              | -        | -        | -        | 11    | 1     | 0     |
| 2014                  | Globo FC               | Série D               | 10          | 7           | -           | -                     | -                     | -                     | -                              | -                              | -                              | -                              | 23       | 16       | -        | 33    | 23    | 0     |
| 2014                  | Fortaleza (prêt)       | Série C               | 2           | 0           | -           | -                     | -                     | -                     | -                              | -                              | -                              | -                              | -        | -        | -        | 2     | 0     | 0     |
| Sous-total            | Sous-total             | Sous-total            | 21          | 8           | -           | 2                     | 0                     | 0                     | -                              | -                              | -                              | -                              | 23       | 16       | -        | 46    | 24    | 0     |
| 2015                  | Jeju United FC (prêt)  | K League              | 33          | 11          | 11          | 3                     | 0                     | 1                     | -                              | -                              | -                              | -                              | -        | -        | -        | 36    | 11    | 12    |
| 2016                  | Jeonbuk Hyundai Motors | K League              | 35          | 13          | 6           | 3                     | 0                     | 0                     | AFC                            | 12                             | 3                              | 5                              | -        | -        | -        | 50    | 16    | 11    |
| 2017                  | Jeonbuk Hyundai Motors | K League              | 22          | 4           | 3           | -                     | -                     | -                     | -                              | -                              | -                              | -                              | -        | -        | -        | 22    | 4     | 3     |
| 2018                  | Jeonbuk Hyundai Motors | K League              | 31          | 13          | 6           | 2                     | 0                     | 0                     | AFC                            | 8                              | 4                              | 0                              | -        | -        | -        | 41    | 17    | 6     |
| 2019                  | Jeonbuk Hyundai Motors | K League              | 36          | 11          | 7           | 1                     | 0                     | 0                     | AFC                            | 7                              | 1                              | 2                              | -        | -        | -        | 44    | 12    | 9     |
| Sous-total            | Sous-total             | Sous-total            | 124         | 41          | 22          | 6                     | 0                     | 0                     | -                              | 27                             | 8                              | 7                              | -        | -        | -        | 157   | 49    | 29    |
| 2020                  | Shanghai SIPG          | CSL                   | 2           | 4           | 0           | 0                     | 0                     | 0                     | -                              | -                              | -                              | -                              | -        | -        | -        | 2     | 4     | 0     |
| Sous-total            | Sous-total             | Sous-total            | 2           | 4           | 0           | 0                     | 0                     | 0                     | -                              | -                              | -                              | -                              | -        | -        | -        | 2     | 4     | 0     |
| Total sur la carrière | Total sur la carrière  | Total sur la carrière | 180         | 64          | 33          | 11                    | 0                     | 1                     | -                              | 27                             | 8                              | 7                              | 23       | 16       | -        | 241   | 88    | 41    |

## Palmarès
Jeonbuk Hyundai Motors
- K League 1
  - Champion : 2017, 2018
  - Vice-champion : 2016

- Ligue des champions de l'AFC
  - Champion : 2016